# Sporidiales
De Sporidiales vormen een orde van Microbotryomycetes uit de subklasse van de Exobasidiomycetidae.

## Taxonomie
De taxonomische indeling van de Sporidiales is als volgt:
Orde: Sporidiales
- Familie: Sporidiobolaceae